# Звёздный (ледовый дворец)
Ледовый дворец «Звёздный» — спортивное сооружение в городе Оренбурге. Вмещает 2 500 зрителей. Является домашней ареной хоккейной команды «Сарматы
».

## История
Современный комплекс был построен за полтора года. Официальное открытие комплекса состоялось 25 ноября 2007 года.

## Структура
ЛД «Звёздный» разделён на три блока:
- Общественный блок: вестибюль, буфеты, туалеты, гардероб
- Ледовая арена и трибуны
- Тренировочный блок

Кроме всего перечисленного в Ледовом дворце есть: тренажерный зал, гостиница, кафе-бар и многое другое.

## Галерея

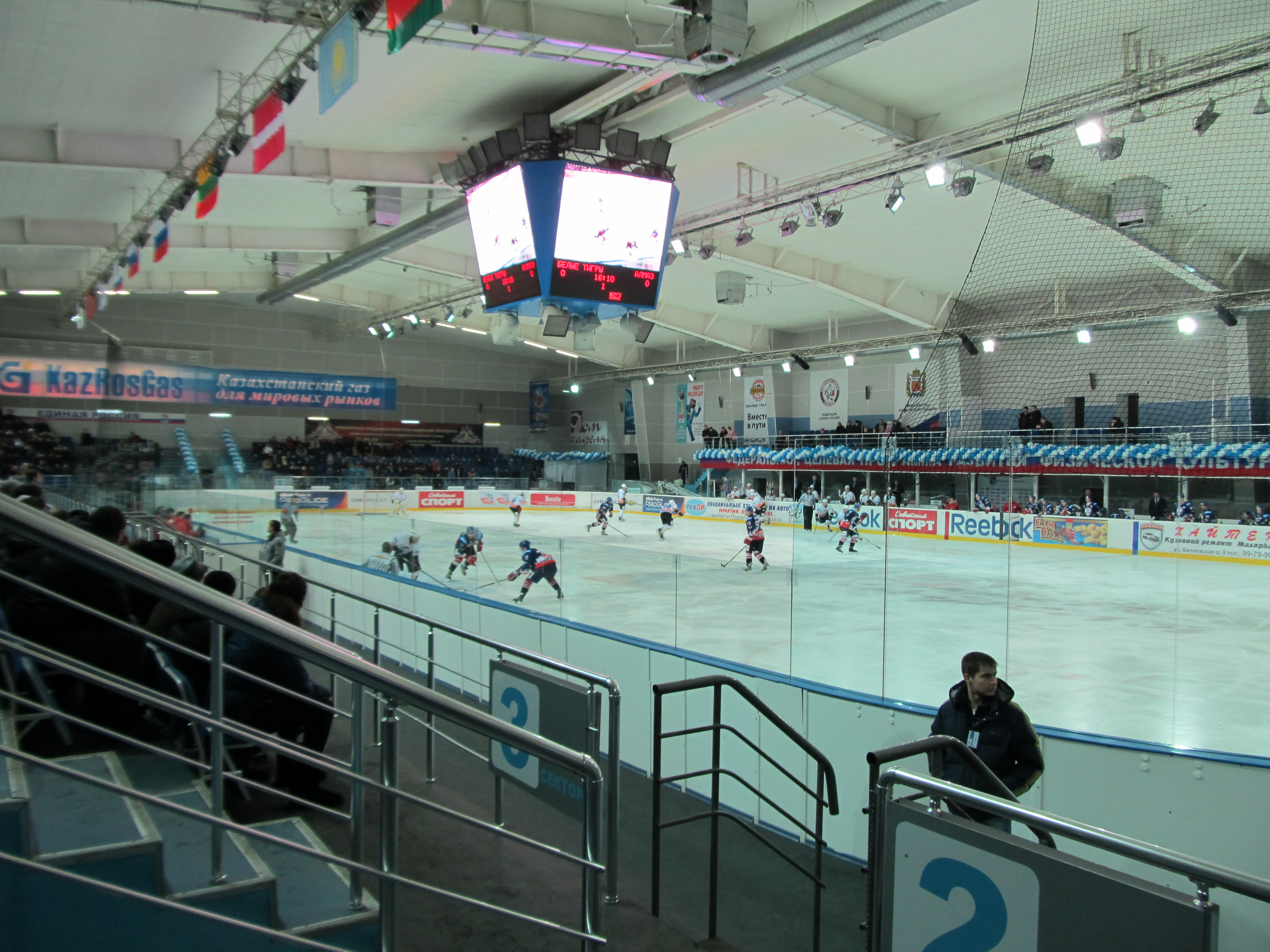
Вид со второго сектора
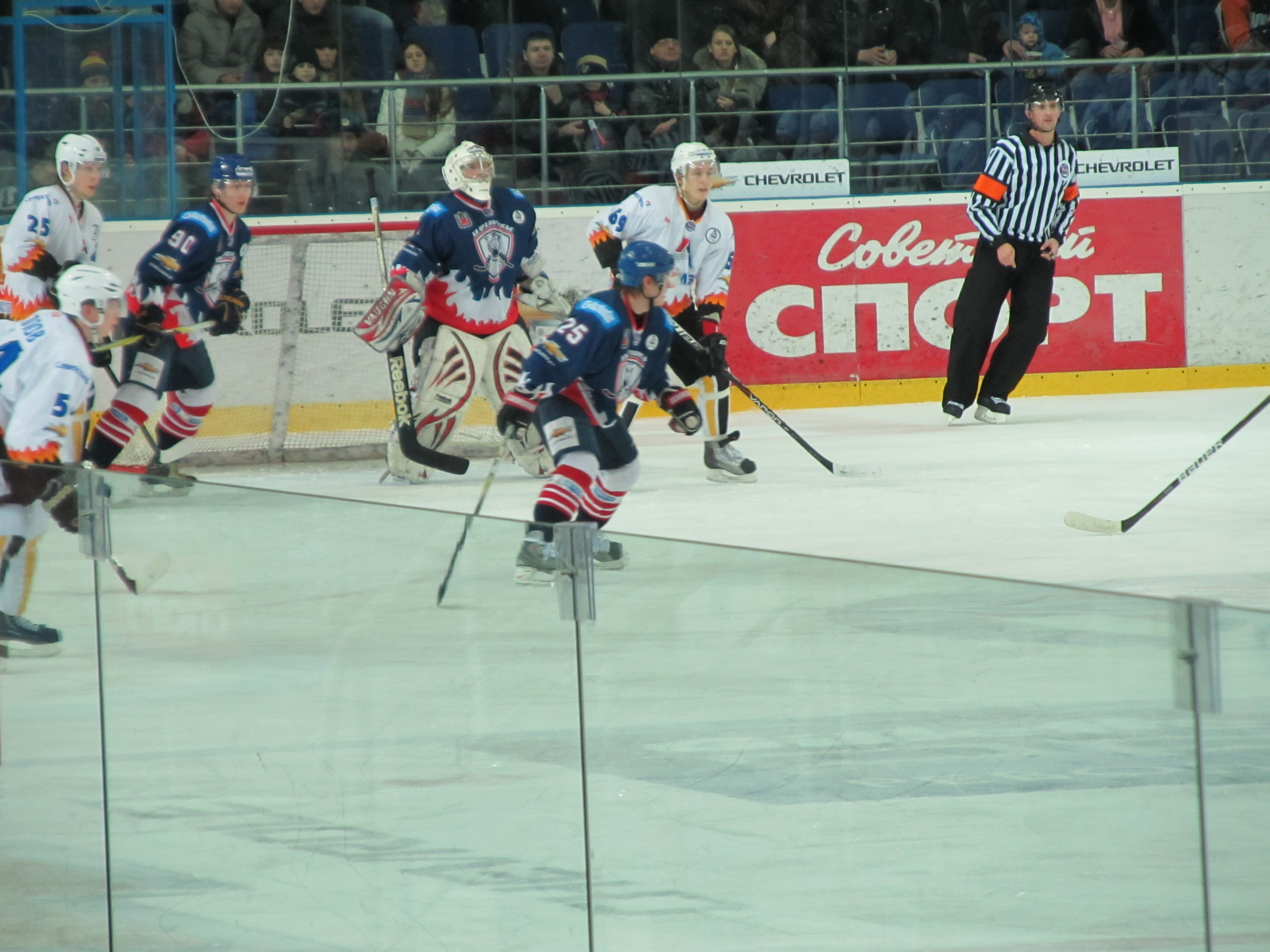
Белые Тигры vs Алмаз
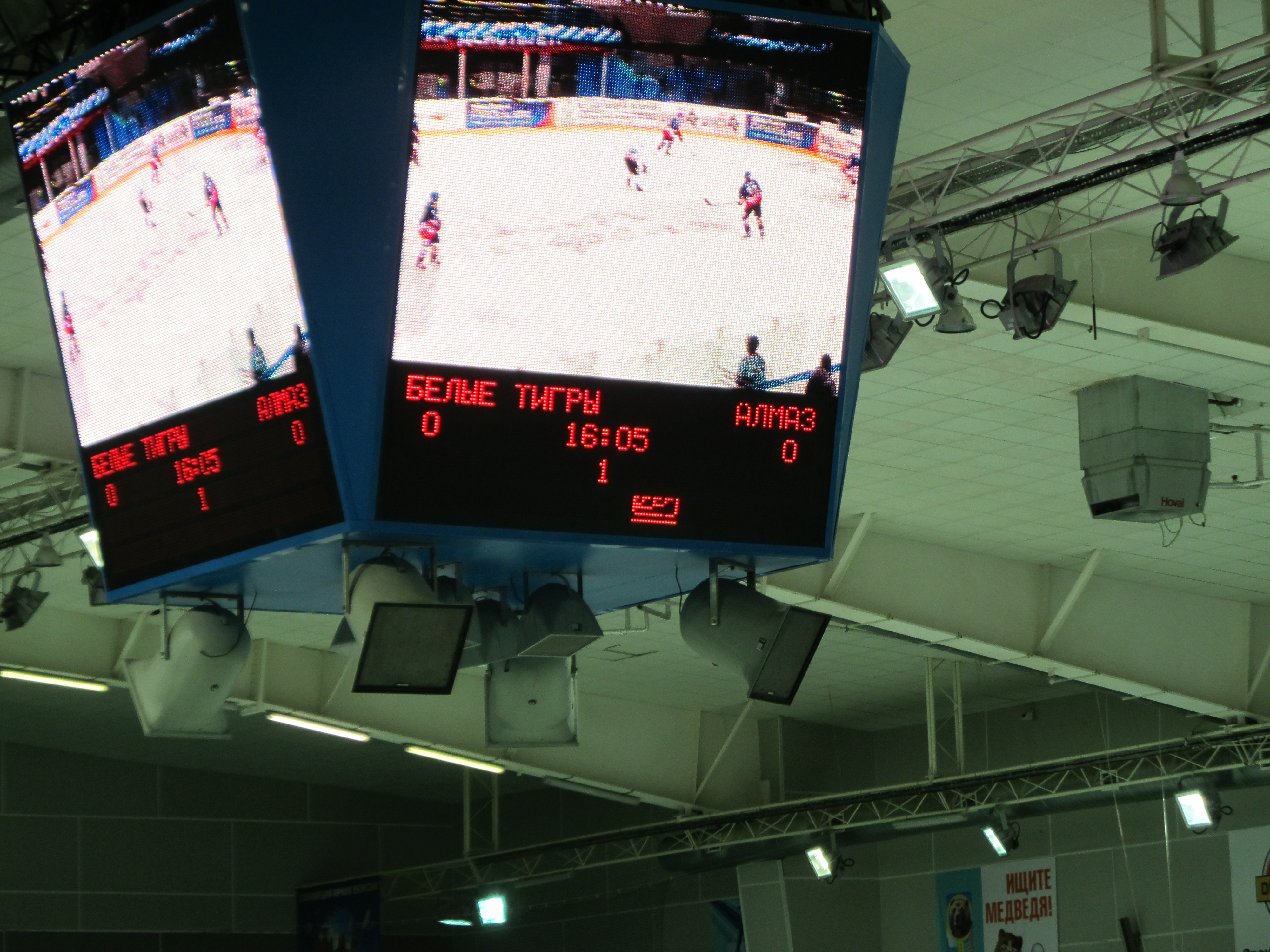
Медиа-куб
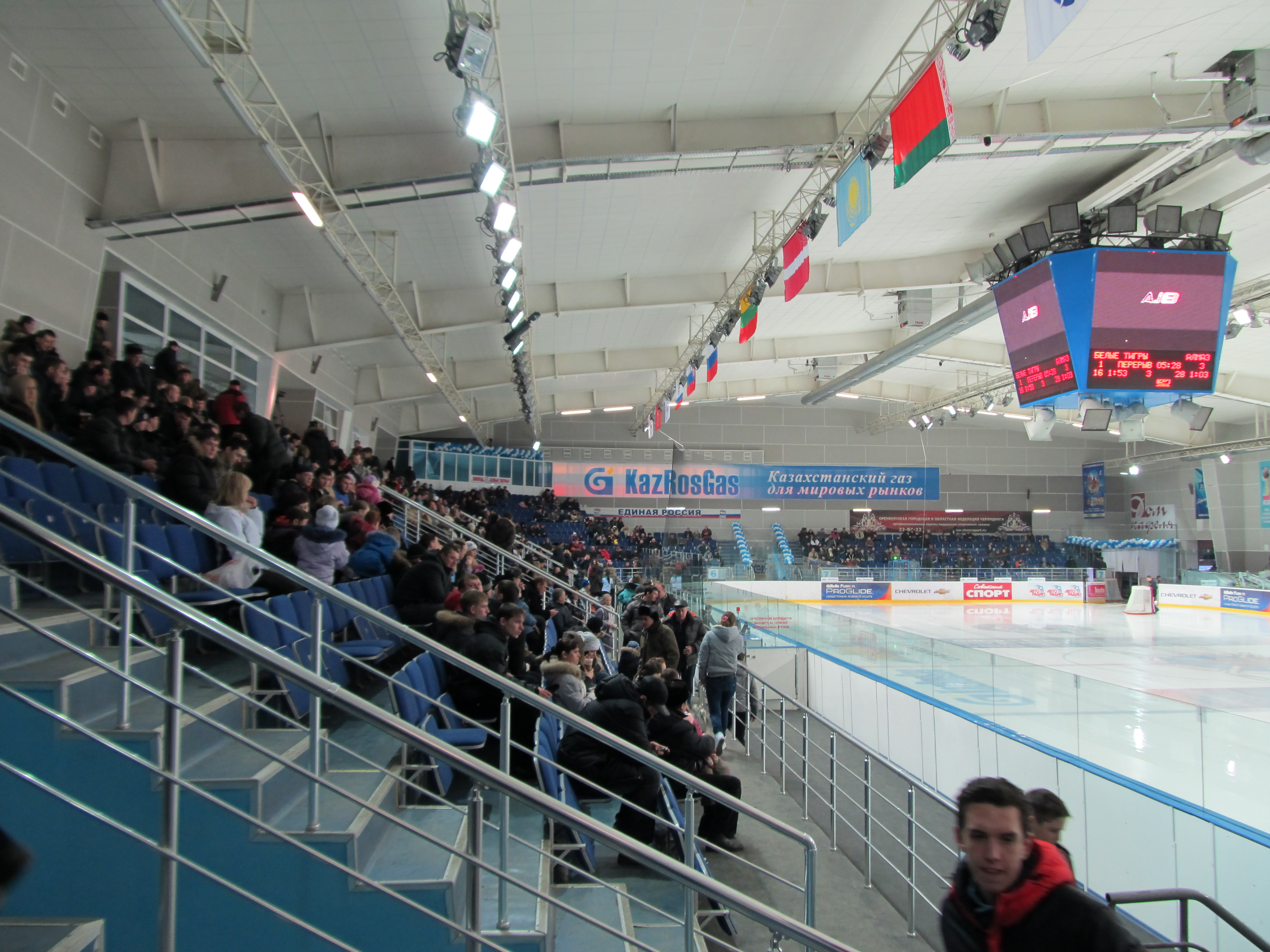
Трибуны